# Longchang

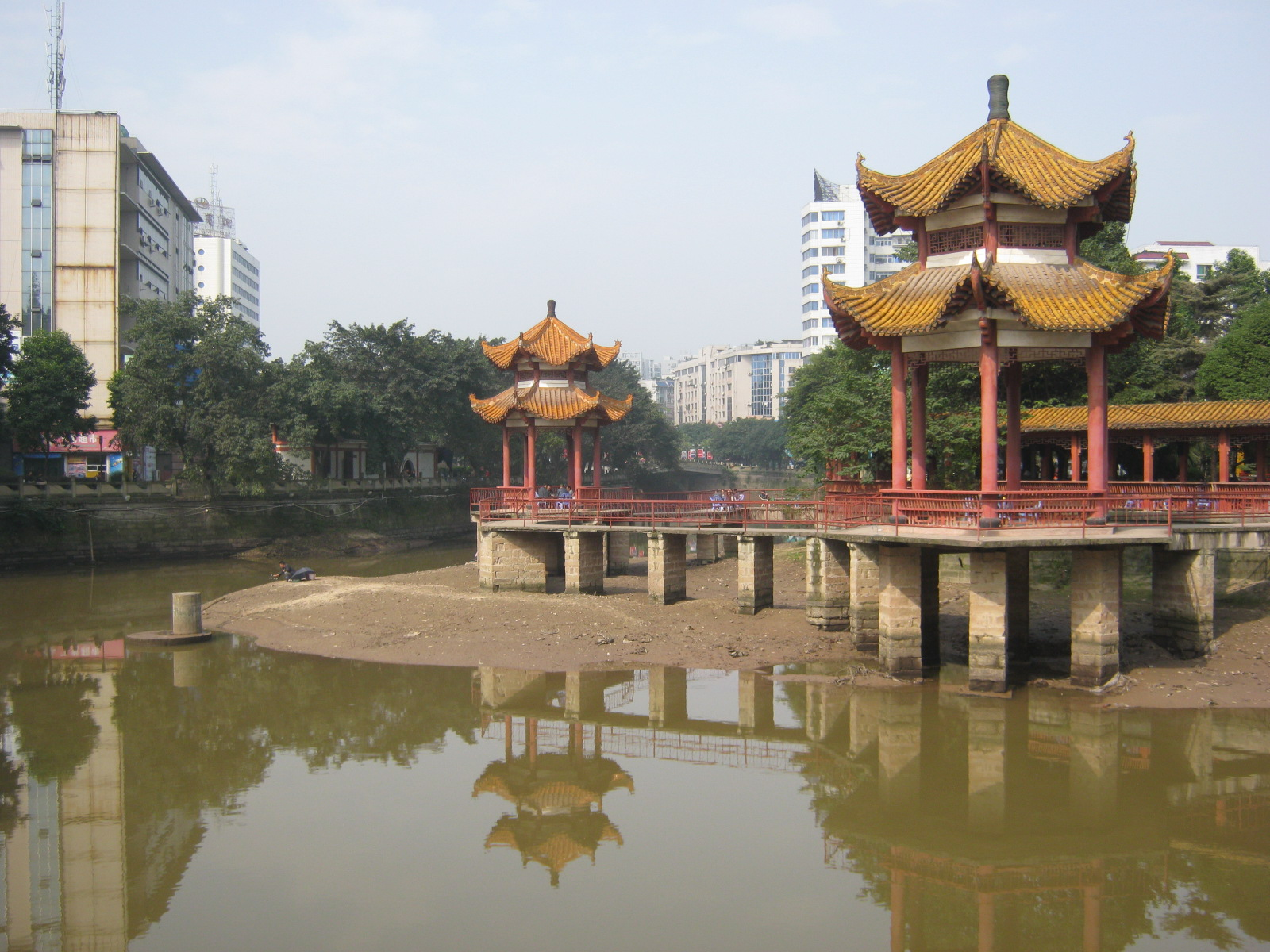
LongChang

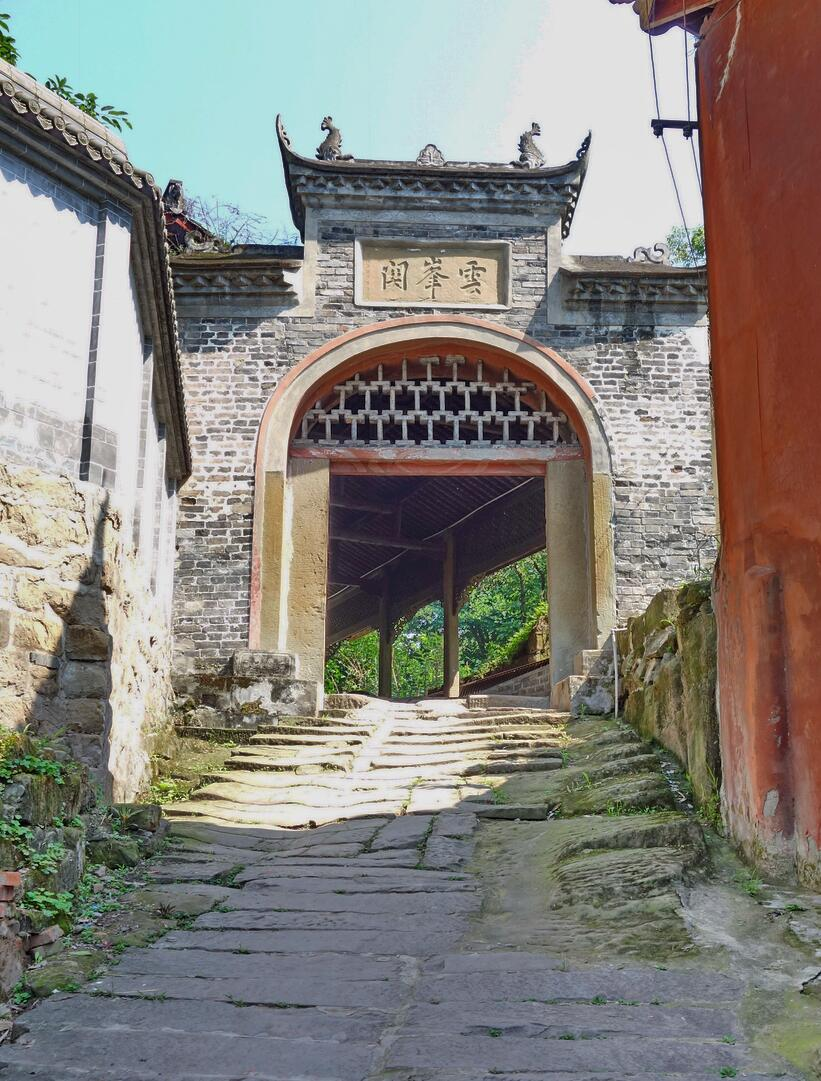
LongChang „Yunfeng Pass“

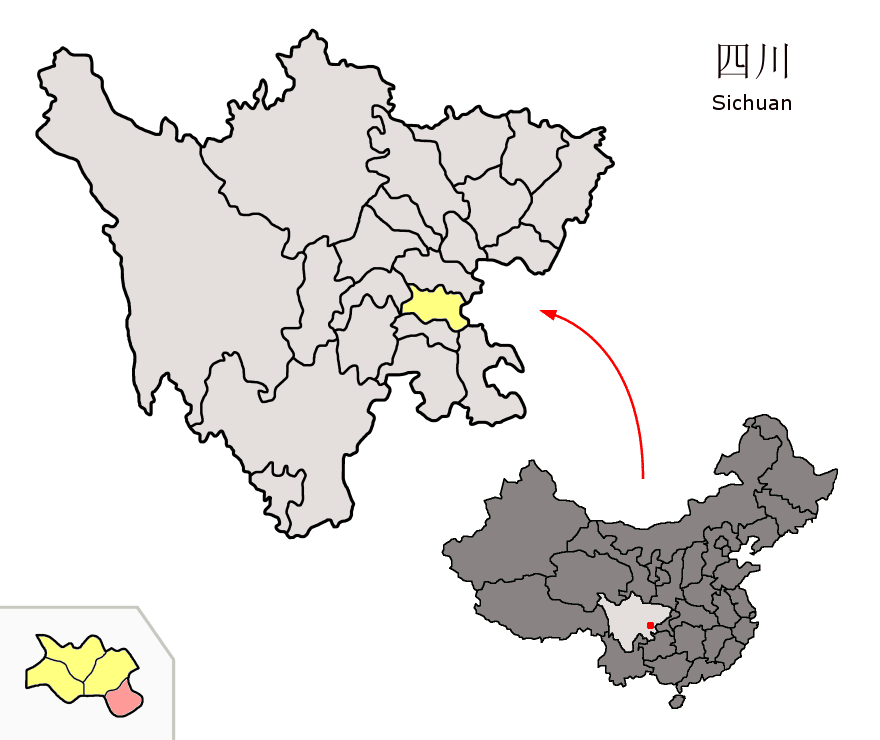
Lage des Kreises Longchang (rosa) in Neijiang (gelb) in der Provinz Sichuan.

Longchang (隆昌市,  Lóngchāng Shì) ist eine kreisfreie Stadt im Südosten der südwestchinesischen Provinz Sichuan in China. Sie steht unter der Verwaltung der Stadt Neijiang und hat eine Fläche von 794 km² und zählt 568.900 Einwohner (Stand: Zensus 2020).

## Administrative Gliederung
Die Stadt Longchang regiert 2 Unterbezirksämter und 11 Städte:
Guhu Street, Golden Goose Street, Xiangshi Town, Shengdeng Town, Huangjia Town, Shuangfeng Town, Longshi Town, Jieshi Town, Stone Nian Town, Shiyanqiao Town, Hujia Town, Yunding Town und Purun Town

## Geschichte
Die Grafschaft wurde unter dem Ming-Reich gebildet.
1949 wurde der Landkreis Teil der Sonderregion Luxian (泸县专区), die Anfang 1952 in Longchang (隆昌专区) umbenannt wurde und ihren Namen jedoch Ende des Jahres in Sonderregion Luzhou (泸州专区) änderte. 1960 wurde die Sonderregion Luzhou aufgelöst und der Landkreis Longchang wurde Teil der Sonderregion Yibin (宜宾专区), die 1968 ihren Namen in Landkreis Yibin (宜宾地区) änderte. 1978 wurde der Landkreis Longchang in den Landkreis Neijiang (内江地区) verlegt. 1985 wurde der Landkreis Neijiang durch einen Erlass des Staatsrates der Volksrepublik China in die Stadt Neijiang umstrukturiert.
Am 12. April 2017 wurde der Landkreis Longchang durch einen Erlass des Staatsrates der Volksrepublik China in eine kreisfreie Stadt umgewandelt.

## Lage
Longchang nimmt einen wichtigen geografischen Punkt als Grenze zwischen Sichuan und Chongqing ein und spielt als Verteilungszentrum von Sichuan, Yunnan, Guizhou und Chongqing. Aufgrund der vorteilhaften Lage führen viele wichtige Verkehrswege durch Longchang, wie die Chengdu-Chongqing-Eisenbahnlinie, die Autobahnen G76 und G96 (Schnellstraße Chengdu-Chongqing), die Nationalstraße G321 und G348, sowie die Provinzstraße 305. Um die Provinz Sichuan zu verlassen und weiter zum Meer fahren zu können, führt der beste Weg über Longchang und wird daher auch das „Osttor von Sichuan“ genannt.

## Geologie
Longchang befindet sich in der Mitte des Sichuan-Senkungsgürtels und gehört zum Ausläufer des sich nach Südwesten erstreckenden östlichen Sichuan-Faltengürtels. Es gibt wenige strukturelle Spuren im Gebiet, nur drei Antiklinalen und eine Mulde. Die exponierten Schichten sind alle Sedimentgesteine. Es besteht hauptsächlich aus mesozoischen kontinentalen klastischen Gesteinsschichten von vor 225 Millionen bis 70 Millionen Jahren. Zu einem geringen Teil ist die lockere Akkumulationsschicht aus dem oberen Känozoikums von vor 2,5 Millionen Jahren. Die kontinentalen klastischen Gesteine sind hauptsächlich die Juraschichten des Mesozoikums vor 180 Millionen bis 130 Millionen Jahren; die zweite ist die Schicht der Xujiahe-Formation des oberen Trias-Systems. Derzeit umfassen die entdeckten Bodenschätze Kohle, Erdgas, Quarzseife, Kalkstein, Sandstein, Schiefer, Ton und mehr als ein Dutzend Arten von Mineralien.

## Biologie
Der Waldbestand liegt bei 13,38 Prozent. Zu den Wildtierressourcen gehören Wiesel, Wildkatze, Tuchfasan, weißer Kranich, Hase, Wildente, Schlange, Vogel und andere Arten. Es gibt 17 Arten von Wildtieren, die unter nationalem Schutz stehen, oder Wildtiere mit wissenschaftlichem Forschungswert und Nutzen.

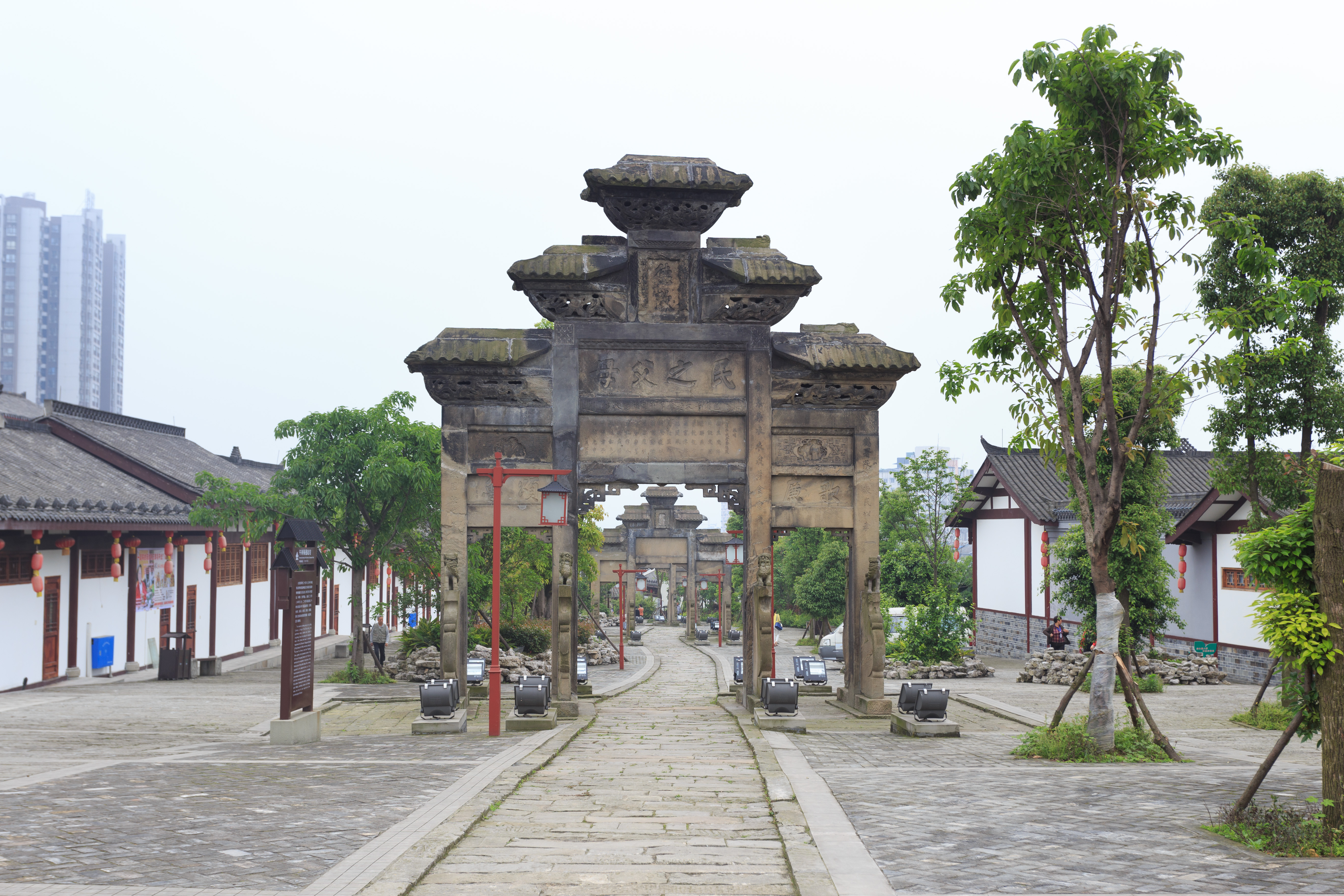
Longchang „Shi Paifang“

## Kultur
Eine lange Tradition sind Gedenkbögen und blauen Stein. Es gibt fast 20 bestehende Steintorbögen in der Longchang wie die Nanbeiguan Steintorbogengruppe, die hauptsächlich in der Ming- und Qing-Dynastie gebaut wurden und heute nationale Schlüsseleinheiten zum Schutz von Kulturdenkmälern sind. Der Shi Paifang von Longchang (Longchang shipaifang 隆昌石牌坊) steht seit 2001 auf der Liste der Denkmäler der Volksrepublik China (5-390).
Longchang hat den Plan der „Blaustein-Kulturstadt“ zu werden und hat zuletzt acht Blaustein-Bildansichten fertiggestellt. Sehenswert sind nicht nur die Stein-Tore und Gedenkbögen, sondern auch der künstlichen See Guyu, das mit Palisaden bewachsene Dorf Yunding und der Lampenberg.

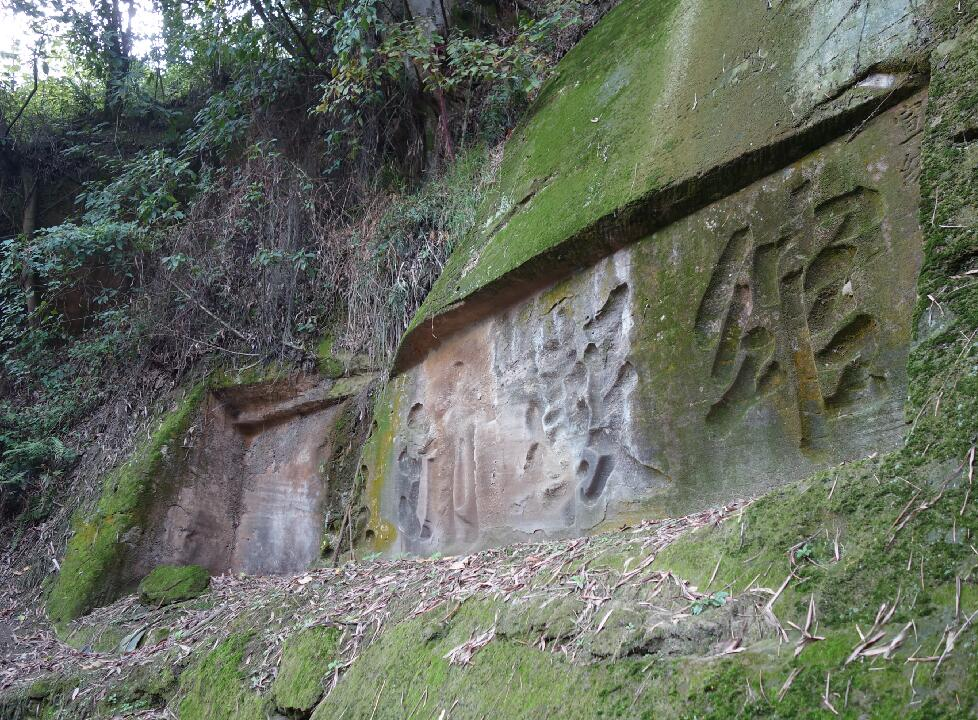
cliff sculpture „Wan Gu Yu Lu“

in dem Touristengebiet „Dafokan Scenic Tourist Area“  befindet sich das Dorf Suoshi (in der Stadt Lishi) mit einem Riesenbuddha, Wandschnitzereien, die Wuju-Höhle und das Shangshu-Grab.

## Persönlichkeiten
- Lyu Jianlin (* 1996), Sportschütze